# Aglais testudinea
Aglais testudinea är en fjärilsart som beskrevs av Raynor 1909. Aglais testudinea ingår i släktet Aglais och familjen praktfjärilar. Inga underarter finns listade i Catalogue of Life.